# 現代左派
現代左派（法語：La Gauche moderne, LGM）是法國的一个中間派政黨，成立於2007年。
該黨於社會黨參議員與米盧斯市長尚-瑪麗·波克爾（Jean-Marie Bockel）獲得提名進入弗朗索瓦·菲永內閣後成立。該黨與艾瑞克·貝松（Éric Besson）的進步黨（Les Progressistes）代表支持總統薩科齊的左派。
現代左派黨自稱為社會自由主義政黨，支持社會市場經濟。
2009年歐洲議會選舉，該黨在人民運動聯盟選舉名單中獲得兩席，目前為歐洲人民黨黨團成員。

## 外部連結
- 官方網站 （页面存档备份，存于）